# Viktorija Golubic
Viktorija Golubic (sérvio: Викторија Голубић, romanizado: Viktorija Golubić; pronuncia-se [ʋǐktoːrija ɡolǔbitɕ]; nascida em 16 de outubro de 1992) é uma tenista profissional suíça. 
Golubic ganhou um título de simples no WTA Tour, dois títulos de simples WTA Challenger, bem como 13 títulos de simples e 15 de duplas no Circuito Feminino da ITF. Em 28 de fevereiro de 2022, ela alcançou o recorde de sua carreira no ranking de simples, como número 35 do mundo. Em 15 de janeiro de 2018, ela alcançou a posição 63 no ranking de duplas.
Golubic possui também uma medalha olímpica de prata conquistada nos jogos de 2020/21.

## Carreira profissional

### 2008–15: Circuito ITF
Golubic começou a jogar no Circuito Feminino da ITF no evento de US$ 10k em Budapeste em junho de 2008. Ela jogou suas duas primeiras qualificatórias WTA no Hungarian Open e no Gastein Ladies em 2010. Ela fez sua estreia na chave principal do WTA Tour no Gastein Ladies em 2013, onde registrou sua primeira vitória no WTA e chegou à segunda rodada. No entanto, todas as suas tentativas de se qualificar para um Major falharam.

### 2016: Avanços, título do WTA Tour, Top 100
Depois de ganhar seu oitavo título ITF no evento de $ 25k em Hong Kong, Golubic alcançou sua primeira chave principal do Grand Slam no Australian Open por meio da qualificatória e perdeu para Carla Suárez Navarro na primeira rodada do torneio. Ela então alcançou as quartas de final de outro evento da ITF antes de não conseguir chegar à chave principal de seus próximos três torneios. No Katowice Open, Golubic entrou na chave principal pela qualificatória e venceu Paula Kania na primeira rodada antes de perder para Tímea Babos.
Antes do Aberto da França, Golubic disputou a qualificatória Prague Open, mas perdeu para Viktória Hrunčáková [en] na primeira rodada. Depois de uma aparição nas quartas de final no US$ 50k Open Saint-Gaudens [en], ela entrou no Aberto da França por meio da qualificatória e conquistou sua primeira vitória na chave principal do Grand Slam com uma vitória em três sets sobre Alison Riske. Ela perdeu para Lucie Šafářová na segunda rodada.
Golubic começou sua temporada em quadras de grama no Rosmalen Championships, entrando na chave principal pela qualificatória e derrotando Anna-Lena Friedsam e Risa Ozaki a caminho de sua primeira quartas de final do WTA, antes de perder para Belinda Bencic. Seus próximos dois torneios (Mallorca Open e Wimbledon) terminaram na qualificatória. Ela também perdeu na primeira rodada de seu próximo torneio ITF em Budapeste.

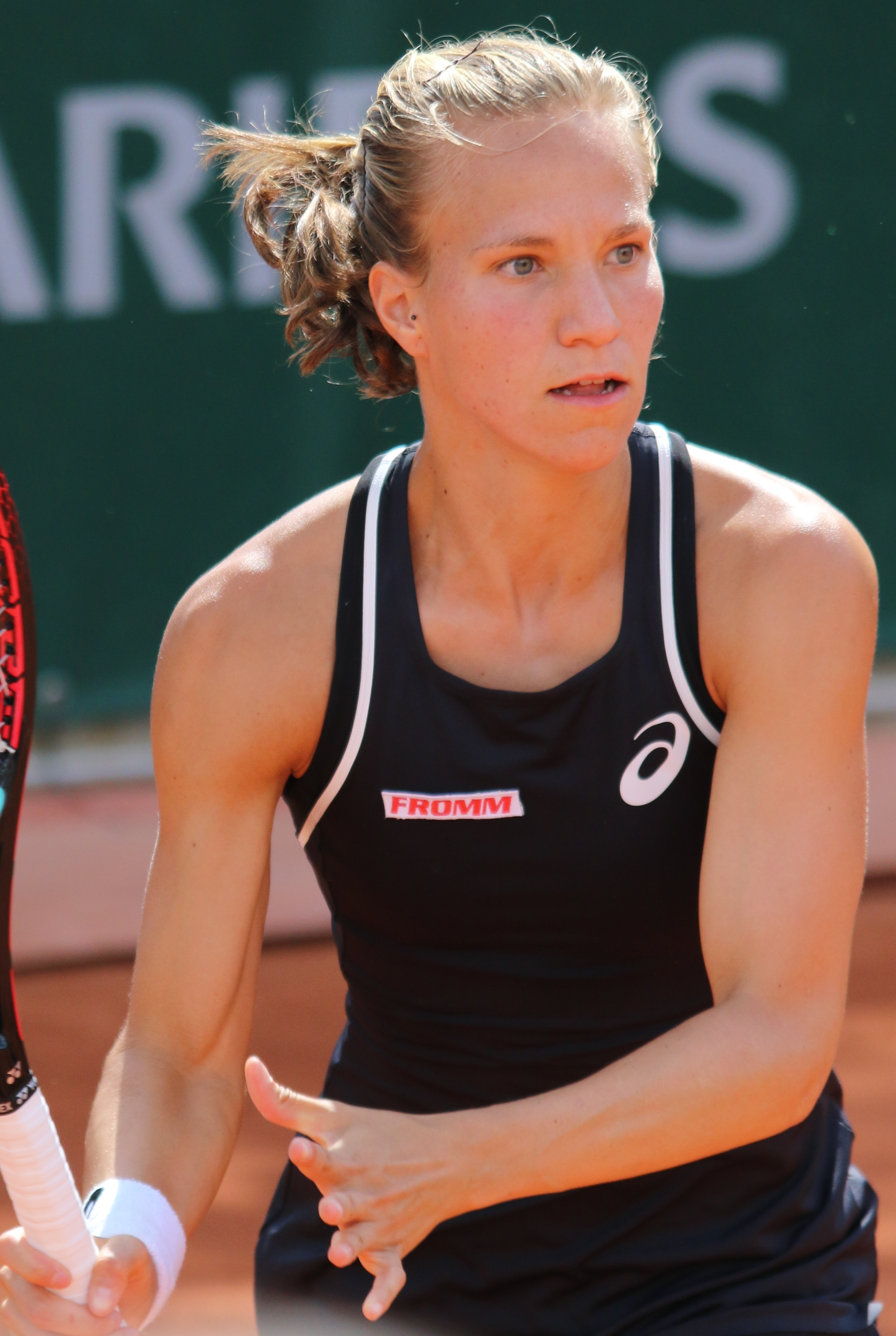
Golubic em Roland Garros, 2018.

No primeiro Ladies Championship Gstaad, Golubic venceu a 7ª "cabeça de chave" Mona Barthel, Evgeniya Rodina, Carina Witthöft e Rebeka Masarova [en] a caminho de sua primeira final de torneio WTA. Ela então derrotou a terceira "cabeça de chave" Kiki Bertens para erguer seu primeiro troféu WTA. Com o título, Golubic entrou pela primeira vez no top 100. Golubic chegou a mais uma final no Ladies Linz, na qual foi derrotada por Dominika Cibulková. A caminho da final, ela conquistou sua primeira vitória entre as Top 10 ao derrotar a número 6 do mundo, Garbiñe Muguruza, nas quartas de final. Ela terminou a temporada como número 57 no ranking WTA.

### 2022–23: Quarta rodada de Indian Wells
No Indian Wells Open de 2022, ela alcançou a quarta rodada no nível WTA 1000 pela primeira vez em sua carreira, antes de perder para Elena Rybakina. Por não ter conseguido defender seus pontos em Wimbledon, ela caiu do top 100 em 18 de julho de 2022.
Seus maiores destaques na carreira em 2023 foram: ter vencido o torneio ITF de US$ 100k em Tóquio em setembro; o WTA 250, Open Rouen Métropole em meados outubro e outro torneio ITF de US$ 100k desta vez no Reino Unido no final daquele mesmo mês.

### 2024: Primeira terceira rodada do Australian Open
No Australian Open, Golubic registrou suas primeiras vitórias neste torneio Major, derrotando a 15ª "cabeça de chave" Veronika Kudermetova e Kateřina Siniaková, e com voltou ao top 75 do ranking na 71ª posição em 29 de janeiro de 2024. Permanecendo na Ásia, seu próximo compromisso foi no Thailand Open onde venceu Laura Pigossi na primeira rodada em sets diretos. Na segunda rodada, em um jogo muito disputado de apenas dois sets (ambos decididos no "tiebreak"), perdeu para Yulia Putintseva.
Golubic iniciou a temporada em quadras de saibro tentando o Aberto de Madri, no entanto, não passou pela qualificatória. Seu próximo compromisso foi no Parma Ladies Open, onde não passou da primeira rodada. Já no Aberto da França, venceu a cabeça de chave N° 24 Barbora Krejcikova, na primeira rodada em sets diretos, mas perdeu na segunda para Anastasia Potapova, também em sets diretos.
Golubic começou a temporada em quadras de grama em um torneio W100 da ITF, o Surbiton Trophy [en], no qual perdeu para Naiktha Bains [en] na primeira rodada em sets diretos. No Nottingham Open, perdeu para Rebecca Marino na primeira rodada em sets diretos. Em seguida, no Birmingham Classic, passou pela qualificatória, venceu Camila Osorio na primeira rodada em jogo de três sets e perdeu na rodada seguinte para a cabeça de chave N° 6, Leylah Fernandez, também em três sets. Logo na sequência, tentou o Eastbourne International, no qual passou pela qualificatória sem perder nenhum set, mas perdeu para Ashlyn Krueger na primeira rodada da chave principal em jogo de três sets. Em seguida, participou do Torneio de Wimbledon, no qual, perdeu para Jule Niemeier [en], na primeira rodada, em sets diretos. Depois disso, participou dos Jogos Olímpicos onde perdeu na primeira rodada.
De volta às quadras duras na América do norte, Golubic participou de um torneio da ITF W100 em Cary, Carolina do Norte, no qual chegou às quartas de final. Logo em seguida, tentou o Tennis in the Land, no qual passou pela qualificatória, mas perdeu na primeira rodada da chave principal para Beatriz Haddad Maia. No US Open, perdeu na primeira rodada.

## Finais

### Circuito WTA

#### Simples: 4 (1 título, 3 vices)
- 1–0: jul 2016, WTA de Gstaad (saibro): venceu  Kiki Bertens – 4–6, 6–3, 6–4
- 1–1: out 2016, WTA de Linz (duro coberto): perdeu para  Dominika Cibulková – 3–6, 5–7
- 1–2: mar 2021, WTA de Lyon (duro coberto): perdeu para  Clara Tauson – 4–6, 1–6
- 1–3: mar 2021, WTA de Monterrey (duro): perdeu para  Leylah Anne Fernandez – 1–6, 4–6

#### Duplas: 2 (2 vices)
- 0–1: jul 2017, WTA de Gstaad (saibro): com  Nina Stojanovic [en], perdeu para  Kiki Bertens/ Johanna Larsson – 46–7, 6–4, [7–10]
- 0–2: jul 2021, Jogos Olímpicos (duro): com  Belinda Bencic, perdeu para  Barbora Krejcíková/ Katerina Siniaková - 5–7, 1–6

### Circuito WTA 125

#### Simples:2 (2 títulos)
- 1–0: mar 2019, WTA Challenger de Indian Wells (duro): venceu  Jennifer Brady – 3–6, 7–5, 6–3
- 2–0: mai 2021: WTA Challenger de Saint-Malo (saibro): venceu  Jasmine Paolini – 6–1, 6–3